# En man med litet ansikte (film)
Irene Huss – En man med litet ansikte är en svensk thriller från 2011. Det är den tredje filmen i den andra omgången med filmer om kriminalkommissarie Irene Huss.

## Rollista (urval)
- Angela Kovács – Irene Huss
- Reuben Sallmander – Krister Huss
- Mikaela Knapp – Jenny Huss
- Felicia Löwerdahl – Katarina Huss
- Lasse Brandeby – Sven Andersson
- Dag Malmberg – Jonny Blom
- Anki Lidén – Yvonne Stridner
- Moa Gammel – Elin Nordenskiöld
- Eric Ericson – Fredrik Stridh